# Municipio de Northland (Dakota del Norte)
El municipio de Northland (en inglés: Northland Township) es un municipio ubicado en el condado de Ransom en el estado estadounidense de Dakota del Norte. En el año 2010 tenía una población de 52 habitantes y una densidad poblacional de 0,56 personas por km².

## Geografía
El municipio de Northland se encuentra ubicado en las coordenadas 46°34′53″N 97°57′35″O / 46.58139, -97.95972. Según la Oficina del Censo de los Estados Unidos, el municipio tiene una superficie total de 92.67 km², de la cual 92,54 km² corresponden a tierra firme y (0,14 %) 0,13 km² es agua.

## Demografía
Según el censo de 2010, había 52 personas residiendo en el municipio de Northland. La densidad de población era de 0,56 hab./km². De los 52 habitantes, el municipio de Northland estaba compuesto por el 100 % blancos. Del total de la población el 0 % eran hispanos o latinos de cualquier raza.